# Вільям Зепеда
Вільям Зепеда Сегура (нар. 4 червня 1996 року) — мексиканський боксер-професіонал, який з липня 2021 року утримує титул чемпіона континентальної Америки за версією WBA в легкій вазі.
|  | Це незавершена стаття про боксера чи боксерку. Ви можете допомогти проєкту, виправивши або дописавши її. |